# ベンゲラ州
ベンゲラ州（ベンゲラしゅう、Benguela）は、アンゴラ共和国の州である。大西洋に面する。面積は39,250 km2、人口は約223万人（2014年）。州都はベンゲラ。

## 隣接州
- クアンザ・スル州
- ウアンボ州
- ウイラ州
- ナミベ州

## ムニシピオ
ベンゲラ州は10の自治体（ムニシピオ）から成る。
- Baía Farta
- バロンボ（英語版）
- ベンゲラ
- ボコイオ（英語版）
- Caimbambo
- Catumbela
- Chongorói
- クバル（英語版）
- ガンダ（英語版）
- ロビト

## 出身人物
- ジョアン・ロウレンソ - 第3代アンゴラ大統領